# 1946년 한국
이 문서는 1946년 미군정과 소련군정 시기 한반도에서 일어난 사건을 다룬다.

## 통치자
- 재조선 미국 육군사령부 군정청
  - 존 하지 사령관
  - 아서 러치 군정장관

- 북조선인민위원회
  - 김일성 위원장